# Thyrsia (kevers)
Thyrsia is een kevergeslacht uit de familie van de boktorren (Cerambycidae). De wetenschappelijke naam van het geslacht werd voor het eerst geldig gepubliceerd in 1819 door Johan Wilhelm Dalman.

## Soorten
Thyrsia omvat de volgende soorten:
- Thyrsia lateralis Dalman, 1819
- Thyrsia piranga Galileo & Martins, 2007